# Andreu Avel·lí Blasco i Esteve
Andreu Avel·lí Blasco i Esteva (1951, Iàtova, Foia de Bunyol, País Valencià) és un jurista valencià, professor de la Universitat de les Illes Balears, de la qual fou rector entre el 2003 i el 2007.
Blasco es llicencià en dret a la Universitat de Barcelona el 1977 i es doctorà el 1981 a la Universitat Autònoma de Barcelona amb la tesi La responsabilidad de la administración por actos administrativos. Fou professor de les universitats de Barcelona, Alcalá de Henares i València. Des de 1988 és catedràtic de dret administratiu de la Universitat de les Illes Balears. Entre el 1999 i el 2003 fou vicerector de projectes i relacions internacionals de la Universitat de les Illes Balears, i després en fou rector entre el 2003 i el 2007. Especialista en dret públic, principalment en temàtiques d'ordenació del territori i urbanisme. Ha treballat també en les àrees de dret autonòmic de les Illes Balears i del dret del turisme.
Ha publicat Legislación sobre expropiación forzosa (1988), Territori i competències autonòmiques (1990), Legislació turística estatal i balear (1994) i Legislació d'ordenació del territori i urbanisme de les Illes Balears (1996).